# Cophella soteriodes
Cophella soteriodes är en insektsart som beskrevs av Otte, D. och Perez-gelabert 2009. Cophella soteriodes ingår i släktet Cophella och familjen syrsor. Inga underarter finns listade i Catalogue of Life.